# Poecilmitis lycegenes
Poecilmitis lycegenes är en fjärilsart som beskrevs av Henry Trimen 1874. Poecilmitis lycegenes ingår i släktet Poecilmitis och familjen juvelvingar. Inga underarter finns listade i Catalogue of Life.